# 吳雄 (東漢)
吳雄（?—?），字季高，河南郡（今河南省洛阳市）人，东汉时期的大臣。
吳雄历任汉顺帝、汉冲帝、汉质帝、汉桓帝四朝，擔任廷尉期間，精通律令，办案公平。他的儿子吳訢、孙子吴恭都先後出任廷尉一職，时称三世廷尉。汉桓帝元嘉元年（151年）夏，司徒张歆免。光祿勳吳雄被任命为司徒。永兴元年（153年）十月，吳雄和太尉袁汤、司空赵戒卸任，以太常胡广继任为太尉、太仆黄琼继任为司徒、光祿勳房植继任为司空。